# باغچه‌لی‌اولر
باغچه‌لی‌اولر (ترکی استانبولی: Bahçelievler) از ناحیه‌های قسمت اروپایی استانبول که در استان استانبول از ناحیه مرمره قرار گرفته‌است. طبق آخرین سرشماری به سال ۲۰۱۲ میلادی این ناحیه ۶۰۰٬۱۶۲ نفر جمعیت دارد.
| سال   | ۱۹۳۵ | ۱۹۴۰ | ۱۹۴۵ | ۱۹۵۰ | ۱۹۵۵  | ۱۹۶۰  | ۱۹۶۵   | ۱۹۷۰   | ۱۹۷۵    | ۱۹۸۰    | ۱۹۸۵    | ۱۹۹۰    | ۱۹۹۷    | ۲۰۰۰    | ۲۰۰۸    |
| جمعیت | ۵۲۳  | ۵۴۲  | ۶۰۱  | ۸۱۲  | ۱٬۳۲۲ | ۸٬۵۰۹ | ۲۰٬۸۸۱ | ۴۹٬۳۲۰ | ۱۰۲٬۵۳۳ | ۱۶۰٬۷۳۳ | ۲۳۷٬۶۹۱ | ۳۲۲٬۲۳۴ | ۴۴۲٬۸۷۷ | ۴۶۴٬۹۰۳ | ۵۷۱٬۷۱۱ |
| ----- | ---- | ---- | ---- | ---- | ----- | ----- | ------ | ------ | ------- | ------- | ------- | ------- | ------- | ------- | ------- |